# Coeficient d'aridesa
El coeficient d'aridesa o índex d'aridesa (IA) és un indicador numèric del grau d'aridesa del clima d'un lloc determinat. S'han proposat un gran nombre d'aquests índexs que serveixen per identificar, localitzar o delimitar regions que pateixen un dèficit d'aigua.

## Primers índexs d'aridesa
Al segle xx, Wladimir Köppen i Rudolf Geiger desenvoluparen la Classificació climàtica de Köppen on les regions àrides quedaven definides com aquells llocs on les precipitacions anuals (en centímetres) era menor que{\displaystyle R/2}, on:
- {\displaystyle R=2\times T} si la precipitació anual tenia lloc principalment en l'estació freda,
- {\displaystyle R=2\times T+14} si la precipitació anual estava regularment distribuïda al llarg de l'any, i
- {\displaystyle R=2\times T+28} si la precipitació anual tenia lloc principalment en l'estació càlida.

on {\displaystyle T} és la temperatura mitjana anual en graus Celsius.
La precipitació hivernal es considera que és més efectiva per les plantes en els casos d'aridesa, ja que permet el desenvolupament d'espècies llenyoses que així tenen assegurat el subministrament d'aigua durant més temps (l'evapotranspiració dels mesos freds és menor que la dels mesos càlids).
El 1948, C. W. Thornthwaite proposà un índex d'aridesa definit com:
{\displaystyle AI_{T}=100\times {\frac {d}{n}}}
on la deficiència d'aigua {\displaystyle d} està calculada com la suma de les diferències entre l'evapotranspiració i evapotranspiració potencial per aquells mesos on la precipitació mitjana és menor que l'evapotranspiració potencial; i on {\displaystyle n} és la suma de l'ETP dels mesos amb deficiència de pluja (segons Huschke, 1959). Aquest índex d'aridesa va ser usat per Meigs (1961) per delimitar les zones àrides del món en el context d'un programa de recerca de la UNESCO.
En els treballs de l'UNEP Mikhail Ivanovich Budyko (1958) va proposar el següent índex:
{\displaystyle AI_{B}=100\times {\frac {R}{LP}}}
on{\displaystyle R} és la mitjana anual de radiació (o balanç net de radiació), {\displaystyle P} és la precipitació mitjana, i {\displaystyle L} és la calor latent de vaporització de l'aigua. Aquest índex no té dimensions i les variables {\displaystyle R}, {\displaystyle L} i {\displaystyle P} poden ser expressades en qualsevol sistema d'unitats.
Recentment l'UNEP ha adoptat encara un altre índex d'aridesa:
{\displaystyle AI_{U}={\frac {P}{PET}}}
on {\displaystyle PET} és l'evapotranspiració potencial i {\displaystyle P} és la precipitació mitjana anual (UNEP, 1992), donant com expressió de l'ariditat:
| Classificació | ïndex d'aridesa  | Superfície de la terra |
| ------------- | ---------------- | ---------------------- |
| Hiperàrid     | IA < 0.05        | 7,5%                   |
| Àrid          | 0.05 < IA < 0.20 | 12,1%                  |
| Semiàrid      | 0.20 < IA < 0.50 | 17,7%                  |
| Subhumit sec  | 0.50 < IA < 0.65 | 9,9%                   |